# Bentbaša

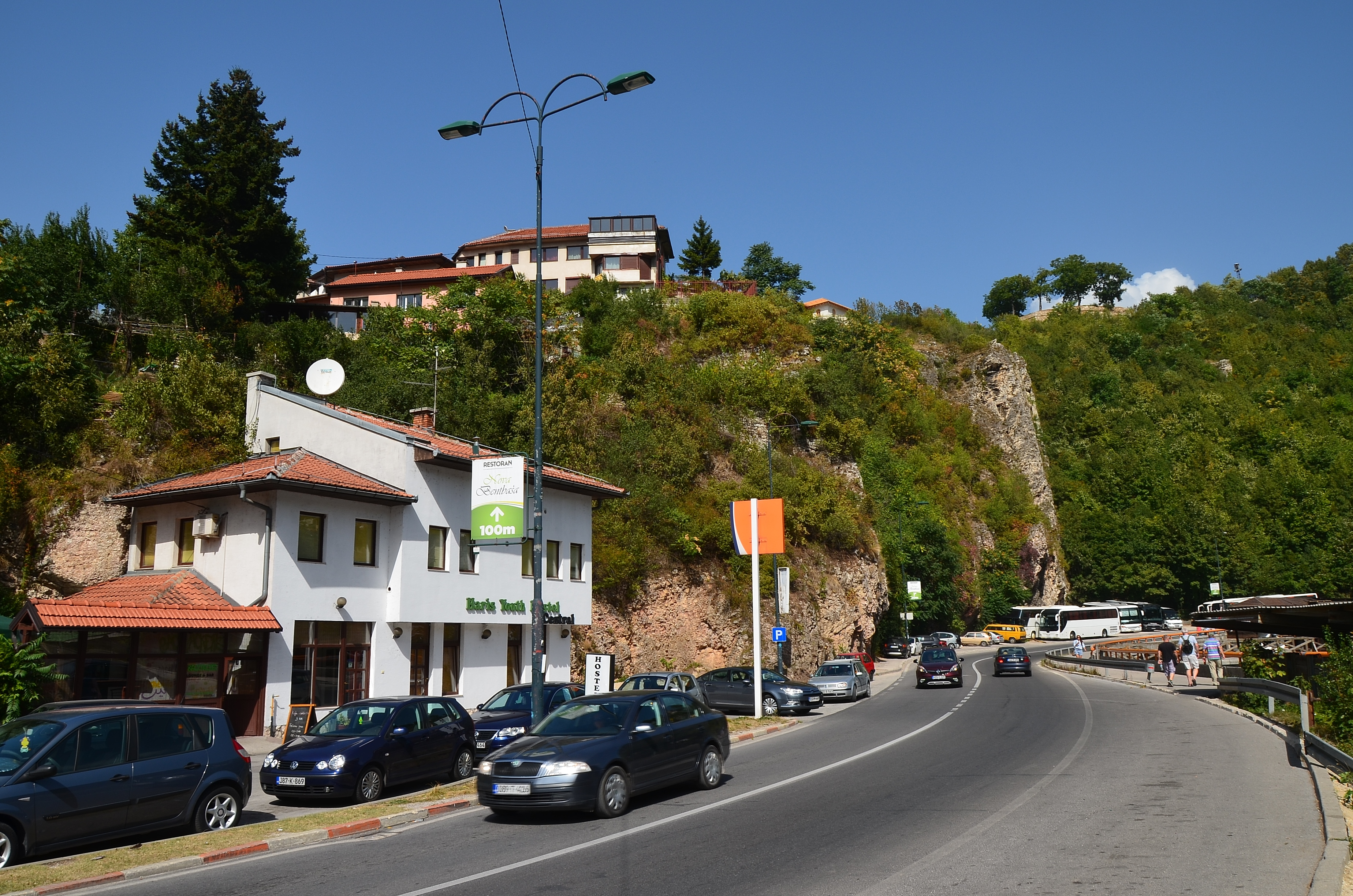
Bentbaša v roce 2015.

Bentbaša je název pro lokalitu v Sarajevu v údolí řeky Miljacky východně od budovy národní a univerzitní knihovny (býv. Vijećnice). Název pocházíz turečtiny (bent – násep, hráz). V době vzniku města se zde nacházely mlýny a hostince. 
Řeku zde kdysi překonávala lávka (od roku 1789 dřevěná). Byly zde shazovány kusy dřeva a splavovány do středu Sarajeva. V roce 1884 zde vzniklo v době rakousko-uherské modernizace města moderní koupaliště s názvem Da Riva. Za jeho užívání se platilo a koupání bylo možné i za tmy díky elektrickému osvětlení. V roce 1902 zde byl také vyražen tunel. Ve 20. století zde stál také bazén, který byl za druhé světové války zničen, poté obnoven a poté zpustl v první polovině 21. století.
Dříve se zde na řece také prádlo a koberce. Význam lokality pro místní je doložen v písních sevdalinkách. Jednu píseň lokalitě věnovala také Jadranka Stojaković. Dnes se na Bentbaši nachází hráz na řece, Goetheův institut v Sarajevu, Slovinské velvyslanectví apod. 